# 沿灘区
沿灘区（えんたん-く）は中華人民共和国四川省自貢市に位置する市轄区。

## 行政区画
2街道、9鎮、1郷を管轄する。
- 街道:衛坪街道、鄧関街道
- 鎮:沿灘鎮、興隆鎮、富全鎮、永安鎮、聯絡鎮、王井鎮、黄市鎮、瓦市鎮、仙市鎮
- 郷:九洪郷

## 教育

### 大学
- 四川理工学院
- 四川衛生康復職業学院[1]

## 交通

### 鉄道
- 中国鉄路総公司
  - 中国鉄路成都局集団公司
    - 内昆線

（内江方面）- 兪沖駅 -（六盤水方面）

## 健康・医療・衛生
- 沿灘区人民医院